# Alfred Brehm
Alfred Edmund Brehm (ur. 2 lutego 1829 w Unterrenthendorf (dziś Renthendorf), zm. 11 listopada 1884 tamże) – niemiecki zoolog.
Jego głównym dziełem było Życie zwierząt (Tierleben, 1864–1869), tłumaczone na wiele języków; zyskał dzięki niemu przydomek „ojca zwierząt” (niem. Tiervater Brehm).

## Wybrane publikacje
- Reiseskizzen aus Afrika (1855)
- Das Leben der Vögel (1861)
- Der Tiere des Waldes
- Ergebnisse einer Reise nach Habesch (1863)
- Verzeichnis der lebenden Tiere des zoologischen Gartens (1863)
- Illustriertes Thierleben. Eineallgemaine Kunde des Thierreichs (1864)
- Gefangene Vögel (1872)
- Jagden und Beobachtungen (1887)
- Kreuz und quer durch Nordostafrika (1926)
- Auf Forscherfarth in Nord und Süd (1927)

## Literatura
- Ziembicki W., Alfred Brehm (1829-1884). W 100-letnią rocznicę urodzin, Lwów 1929.